# Mülheim (Zülpich)
Mülheim is een plaats in de Duitse gemeente Zülpich, deelstaat Noordrijn-Westfalen, en telt 409 inwoners (2006).